# The Martian
The Martian är en amerikansk science fiction-film från 2015, regisserad av Ridley Scott med Matt Damon i huvudrollen. Filmen är baserad på Andy Weirs roman Ensam på Mars från 2011 och manuset är skrivet av Drew Goddard. Den handlar om en astronaut från Jorden, Mark Watney, som under ett uppdrag blir kvarlämnad på planeten Mars och måste kämpa för att överleva. Filmen visades på Toronto International Film Festival den 11 september 2015 och hade biopremiär i USA den 2 oktober 2015 och Sverigepremiär samma dag. På Oscarsgalan 2016 fick The Martian sju nomineringar för bland annat bästa film, bästa manliga huvudroll till Matt Damon och bästa manus efter förlaga, men den vann inte en enda Oscar.

## Rollista (i urval)
- Matt Damon – Mark Watney
- Jessica Chastain – Befälhavare Melissa Lewis
- Kristen Wiig – Annie Montrose
- Jeff Daniels – Theodore "Teddy" Sanders
- Michael Peña – Major Rick Martinez
- Sean Bean – Mitch Henderson
- Kate Mara – Beth Johanssen
- Sebastian Stan – Dr. Chris Beck
- Aksel Hennie – Dr. Alex Vogel
- Chiwetel Ejiofor – Vincent Kapoor
- Mackenzie Davis – Mindy Park
- Benedict Wong – Bruce Ng
- Donald Glover – Rich Purnell
- Chen Shu – Zhu Tao
- Eddy Ko – Guo Ming
- Nick Mohammed – Tim Grimes
- Naomi Scott – Ryoko
- Lili Bordán – Blair

## Produktion

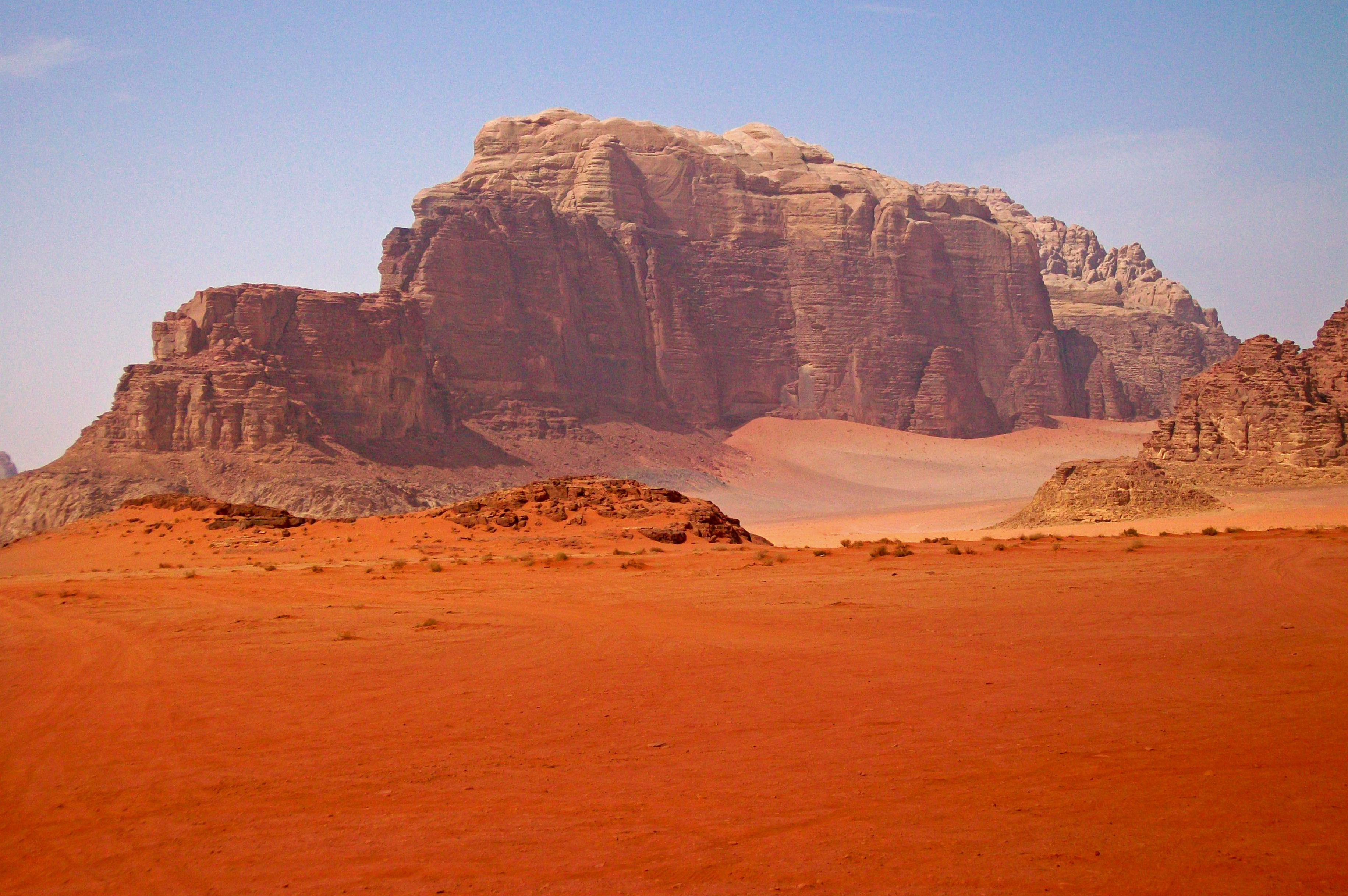
Wadi Rum i Jordanien är en av de filmplatser som har använts för scener på planeten Mars.

I maj 2013 köpte 20th Century Fox filmrättigheterna till boken Ensam på Mars av Andy Weir. Drew Goddard blev anlitad som manusförfattare och skulle regissera. Men regin hamnade hos Ridley Scott. Huvudrollerna spelas av Matt Damon och Jessica Chastain.

## Utmärkelser
| Priser och nomineringar | Priser och nomineringar                        | Priser och nomineringar                                              | Priser och nomineringar | Priser och nomineringar |
| Utmärkelse              | Kategori                                       | Mottagare                                                            | Resultat                |                         |
| ----------------------- | ---------------------------------------------- | -------------------------------------------------------------------- | ----------------------- | ----------------------- |
| Oscar                   | Bästa film                                     | Simon Kinberg, Ridley Scott, Michael Schaefer och Mark Huffam        | Nominerad               |                         |
| Oscar                   | Bästa manliga huvudroll                        | Matt Damon                                                           | Nominerad               |                         |
| Oscar                   | Bästa manus efter förlaga                      | Drew Goddard                                                         | Nominerad               |                         |
| Oscar                   | Bästa ljudredigering                           | Oliver Tarney                                                        | Nominerad               |                         |
| Oscar                   | Bästa ljud                                     | Paul Massey, Mark Taylor och Mac Ruth                                | Nominerad               |                         |
| Oscar                   | Bästa scenografi                               | Arthur Max och Celia Bobak                                           | Nominerad               |                         |
| Oscar                   | Bästa specialeffekter                          | Richard Stammers, Anders Langlands, Chris Lawrence och Steven Warner | Nominerad               |                         |
| Golden Globes           | Bästa film – musikal eller komedi              | The Martian                                                          | Vann                    |                         |
| Golden Globes           | Bästa manliga huvudroll – musikal eller komedi | Matt Damon                                                           | Vann                    |                         |
| Golden Globes           | Bästa regi                                     | Ridley Scott                                                         | Nominerad               |                         |